# Moghileț, Tărgoviște
Moghileț (în bulgară Могилец) este un sat în comuna Omurtag, regiunea Tărgoviște,  Bulgaria. 

## Demografie
Componența etnică a satului Moghileț
     Turci (88,71%)
     Nicio identificare (11,28%)
     Altele (0%)
La recensământul din 2011, populația satului Moghileț era de 328 locuitori. Din punct de vedere etnic, majoritatea locuitorilor (88,71%) erau turci. Pentru 11,28% din locuitori nu este cunoscută apartenența etnică.